# Cléry-Saint-André
Cléry-Saint-André és un municipi francès, situat al departament del Loiret i a la regió de Centre – Vall del Loira. L'any 2007 tenia 3.074 habitants.

## Demografia

### Població
El 2007 la població de fet de Cléry-Saint-André era de 3.074 persones. Hi havia 1.195 famílies, de les quals 297 eren unipersonals (160 homes vivint sols i 137 dones vivint soles), 359 parelles sense fills, 474 parelles amb fills i 65 famílies monoparentals amb fills.
La població ha evolucionat segons el següent gràfic:
Habitants censats

### Habitatges
El 2007 hi havia 1.331 habitatges, 1.207 eren l'habitatge principal de la família, 31 eren segones residències i 94 estaven desocupats. 1.290 eren cases i 34 eren apartaments. Dels 1.207 habitatges principals, 979 estaven ocupats pels seus propietaris, 205 estaven llogats i ocupats pels llogaters i 23 estaven cedits a títol gratuït; 11 tenien una cambra, 60 en tenien dues, 207 en tenien tres, 290 en tenien quatre i 639 en tenien cinc o més. 1.016 habitatges disposaven pel capbaix d'una plaça de pàrquing. A 468 habitatges hi havia un automòbil i a 656 n'hi havia dos o més.

### Piràmide de població
La piràmide de població per edats i sexe el 2009 era:
| Homes | Edats   | Dones |
| ----- | ------- | ----- |
| 0     | 95 o +  | 2     |
| 10    | 90 a 94 | 7     |
| 24    | 85 a 89 | 20    |
| 5     | 80 a 84 | 34    |
| 39    | 75 a 79 | 46    |
| 50    | 70 a 74 | 79    |
| 51    | 65 a 69 | 79    |
| 42    | 60 a 64 | 60    |
| 47    | 55 a 59 | 41    |
| 91    | 50 a 54 | 81    |
| 111   | 45 a 49 | 90    |
| 110   | 40 a 44 | 110   |
| 118   | 35 a 39 | 121   |
| 74    | 30 a 34 | 109   |
| 57    | 25 a 29 | 77    |
| 61    | 20 a 24 | 31    |
| 77    | 15 a 19 | 103   |
| 100   | 10 a 14 | 84    |
| 120   | 5 a 9   | 110   |
| 73    | 0 a 4   | 91    |

## Economia
El 2007 la població en edat de treballar era de 1.996 persones, 1.535 eren actives i 461 eren inactives. De les 1.535 persones actives 1.444 estaven ocupades (760 homes i 684 dones) i 91 estaven aturades (40 homes i 51 dones). De les 461 persones inactives 193 estaven jubilades, 171 estaven estudiant i 97 estaven classificades com a «altres inactius».

### Ingressos
El 2009 a Cléry-Saint-André hi havia 1.268 unitats fiscals que integraven 3.303,5 persones, la mediana anual d'ingressos fiscals per persona era de 20.646 €.

### Activitats econòmiques
Dels 151 establiments que hi havia el 2007, 1 era d'una empresa extractiva, 5 d'empreses alimentàries, 1 d'una empresa de fabricació de material elèctric, 1 d'una empresa de fabricació d'elements pel transport, 9 d'empreses de fabricació d'altres productes industrials, 36 d'empreses de construcció, 36 d'empreses de comerç i reparació d'automòbils, 5 d'empreses de transport, 4 d'empreses d'hostatgeria i restauració, 7 d'empreses financeres, 4 d'empreses immobiliàries, 12 d'empreses de serveis, 18 d'entitats de l'administració pública i 12 d'empreses classificades com a «altres activitats de serveis».
Dels 52 establiments de servei als particulars que hi havia el 2009, 1 era una gendarmeria, 1 oficina de correu, 2 oficines bancàries, 4 tallers de reparació d'automòbils i de material agrícola, 1 autoescola, 4 paletes, 9 guixaires pintors, 6 fusteries, 7 lampisteries, 5 electricistes, 2 empreses de construcció, 5 perruqueries, 1 restaurant, 3 agències immobiliàries i 1 saló de bellesa.
Dels 12 establiments comercials que hi havia el 2009, 1 era un hipermercat, 1 un supermercat, 3 fleques, 3 carnisseries, 2 botigues de roba, 1 una botiga d'electrodomèstics i 1 una joieria.
L'any 2000 a Cléry-Saint-André hi havia 45 explotacions agrícoles que ocupaven un total de 1.118 hectàrees.

## Equipaments sanitaris i escolars
L'únic equipament sanitari que hi havia el 2009 era una farmàcia.
El 2009 hi havia 1 escola maternal i 2 escoles elementals. Cléry-Saint-André disposava d'un col·legi d'educació secundària amb 383 alumnes.

## Poblacions properes
El següent diagrama mostra les poblacions més properes.